# Radnorshire
Pour les articles homonymes, voir Radnorshire (homonymie).
Le Radnorshire (en anglais) ou Sir Faesyfed (en gallois) est un comté historique du pays de Galles et un ancien district. Il constitue un comté administratif de 1536 à 1974, année de son incorporation au sein du nouveau comté de Powys. Situé au cœur du pays de Galles central, il est tout au long de son histoire le plus petit, le moins peuplé et le plus pauvre des comtés gallois. Ses principales villes sont Llandrindod Wells (qui en est le dernier chef-lieu), Knighton, Presteigne et Rhayader.
Créé au 1er avril 1974 sous le nom de « district de Radnor » (district of Radnor en anglais) au sein du comté du Powys par le Local Government Act 1972, il est aboli le 31 mars 1996 en vertu du Local Government (Wales) Act 1994. Avec une partie du district de Glyndŵr, le borough de Brecknock et le district du Montgomeryshire, son territoire est constitutif du comté du Powys institué à partir du 1er avril 1996.

## Toponymie
Simplement défini par un ensemble de territoires par le Local Government Act 1972, le district prend le nom officiel de Radnor en vertu du Districts in Wales (Names) Order 1973, un décret en Conseil du 8 janvier 1973 pris par le secrétaire d’État pour le Pays de Galles. Aussi, par délibération du conseil de district, sa dénomination est transformée en Radnorshire au 8 mai 1989,,,.
Ainsi, le district tient son appellation originelle du village de New Radnor, ancien chef-lieu du comté du Radnorshire, puis, l’appellation de ce comté, dont les limites se confondent avec celles du district.

## Histoire

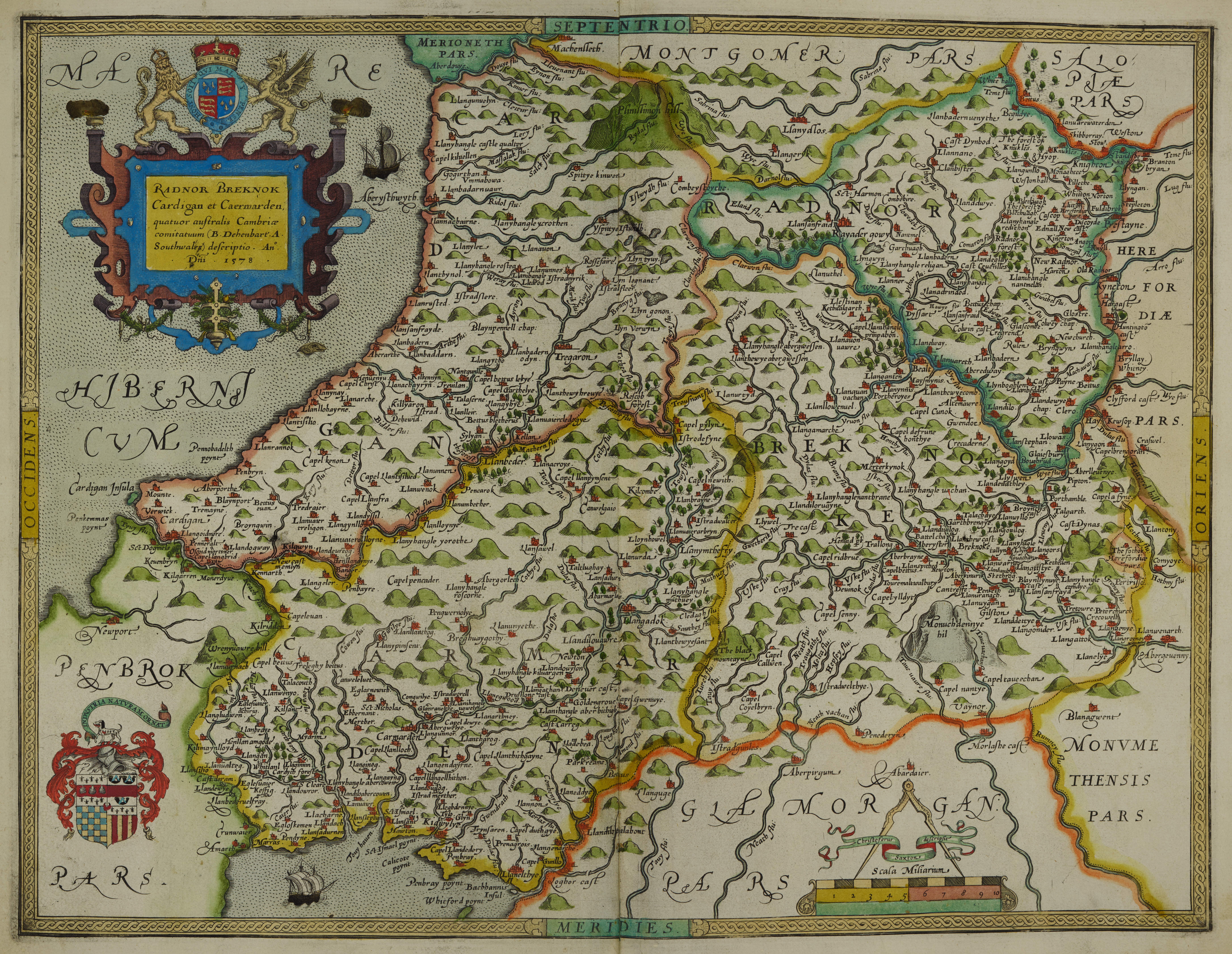
Carte des comtés de Brecknok, Cardigan, Caermarden et Radnor par Christopher Saxton (1578).

Le Radnorshire correspond à la région appelée Rhwng Gwy a Hafren « entre Wye et Severn » dans les sources galloises médiévales. Après l'invasion normande du pays de Galles, cette région est disputée entre les princes gallois et les seigneurs anglo-normands des familles de Briouze et Mortimer.
Les seigneuries des Marches galloises sont abolies en 1536 par les Laws in Wales Acts, qui réorganisent le pays de Galles en comtés sur le modèle anglais. La région comprise entre la Wye et la Severn constitue ainsi le nouveau comté du Radnorshire.
En vertu du Local Government Act 1888, par résolution du conseil avec effet au 8 mai 1989, le district est renommé en « Radnorshire ». Le changement est entériné par un décret en Conseil daté du 11 mai 1989, le Radnor District Council Order 1989. Siégeant à Llandrindod Wells, il administre le Radnorshire jusqu'à son abolition en 1974 (Local Government Act 1972). Le district de Radnor est érigé au 1er avril 1974 à partir des territoires suivants, : le district urbain de Knighton ; le district urbain de Llandrindod Wells ;  le district urbain de Presteigne ; le district rural de Colwyn ; le district rural de Knighton ; le district rural de New Radnor ; le district rural de Painscastle ; et le district rural de Rhayader.
Au 1er avril 1974, il constitue, avec les districts de Brecknock et de Montgomery, le comté du Powys, zone de gouvernement local de premier niveau créée par le Local Government Act 1972,.
Il est aboli au 31 mars 1996 par le Local Government (Wales) Act 1994, son territoire relevant désormais du comté du Powys au sens de la loi,,. Un comité dédié au Radnorshire subsiste au sein du conseil de comté du Powys jusqu'en 2018.

## Économie
L'économie du Radnorshire repose essentiellement sur l'élevage ovin, même si quelques stations thermales se développent au XIXe siècle.

## Subdivisions

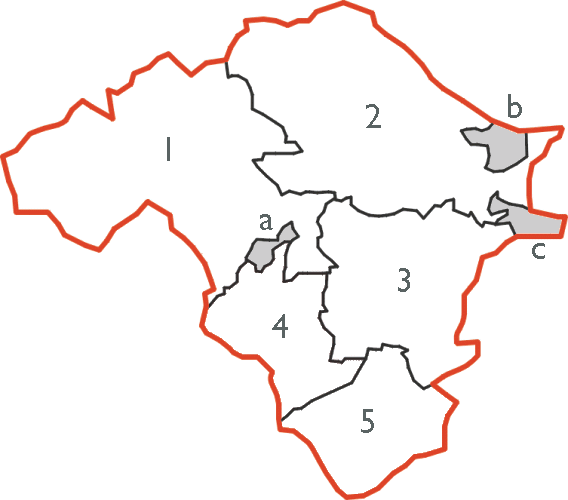
Les districts ruraux (RD) et urbains (UD) du Radnorshire. a) Llandrindod Wells UD b) Knighton UD c) Presteigne UD 1) Rhayader RD 2) Knighton RD 3) New Radnor RD 4) Colwyn RD 5) Painscastle RD

À sa création, le Radnorshire est divisé en six hundreds :
- Colwyn
- Cefnllys
- Knighton
- Painscastle
- Radnor
- Rhayader

À partir de 1894 (Local Government Act 1894 (en)), le Radnorshire est divisé en cinq districts ruraux et trois districts urbains :
- Colwyn (rural)
- Knighton (rural)
- Knighton (urbain)
- Llandrindod Wells (urbain)
- New Radnor (rural)
- Painscastle (rural)
- Presteigne (urbain)
- Rhayader (rural)

## Démographie
| 1801   | 1811   | 1821   | 1831   | 1841   | 1851   |
| ------ | ------ | ------ | ------ | ------ | ------ |
| 19 429 | 20 702 | 22 866 | 25 112 | 25 865 | 25 434 |

| 1881 | 1891 | 1901   | 1911   | 1921   | 1931   |
| ---- | ---- | ------ | ------ | ------ | ------ |
| ?    | ?    | 23 281 | 22 590 | 23 517 | 21 323 |

| 1939   | 1951   | 1961   | - | - | - |
| ------ | ------ | ------ | - | - | - |
| 20 795 | 19 993 | 18 471 | - | - | - |

Alors que le district admet 20 592 habitants au recensement de 1981, 22 517 résidents sont comptabilisés lors du recensement de 1991. La superficie du territoire du district est évaluée à 301 165 acres en 1978,,.

### Note
1. ↑  Il prend l’appellation de Radnorshire au 8 mai 1989.